# Xavier Serrat
Xavier Serrat i Crespo  (Barcelona, 1947 - Rubí, 22 de marzo de 2025) fue un actor y director teatral español, conocido por sus intervenciones en series como Policías, en el corazón de la calle (2000-2003) o Lalola (2008-2009).

## Biografía
Cursó sus estudios de interpretación, arte dramático y canto en la Universidad de Roma, con Vittorio Gassman, y en la Universidad de París.
Empezó haciendo cine infantil en catalán por las escuelas, donde privadamente enseñaban catalán. Y al mismo tiempo presentaba festivales de canción catalana. Sus inicios en televisión fueron en la TVE y TV3 con telenovelas en catalán, donde realizó un gran número de papeles secundarios, casi siempre en comedia.
Su trayectoria pasó por el teatro-cabaret La Cova del Drac y su participación en la compañía de teatro La Cubana, hasta que se hizo más conocido por el público en general con su personaje Joan en la serie catalana La Granja (1989-1992), precursora del culebrón televisivo catalán, que estuvo presente durante años en el canal autonómico de la comunidad. 
Luego se fue apartando de la escena para colocarse en el plano invisible del doblaje. Más tarde fue rescatado por Ariel García Valdés. 
Escribió, dirigió e interpretó la obra Estamos todos locos (Estem tots folls) (2005), en el musical Chicago, junto con la coreógrafa Coco Comin y también en el Teatro Valle-Inclán, en la obra Diálogo en re mayor (1993), con Eusebio Poncela. Entre sus últimas obras destacan muchos títulos en el Centro Dramático Nacional de España.
Su último papel en televisión llegó con la serie Lalola (2008), donde encarna a Fulgencio Aguirre Cañete hasta que abandonó la serie en el penúltimo capítulo. 
En cine nunca hizo un papel protagonista, pero ha actuado en películas como La plaza del Diamante (1982), Los años bárbaros (1998), La gran vida (2000) o La caja 507 (2002). Más recientemente ha participado en la adaptación del cómic de El Guerrero del Antifaz (2009), dirigida por Francesc Xavier Capell o Capa Negra en 2018, dirigida por Jaume Najarro.
Hasta el momento de su muerte vivió en Rubí (Barcelona), aunque también residió en Madrid, por motivos profesionales.